# Rip Curl Pro Search
Le Rip Curl Pro Search est généralement le quatrième événement de ASP World Tour de 2005 à 2011. Lors de l'établissement du calendrier annuel et jusqu'au dernier moment (sauf les indiscretions qui peuvent circuler) le lieu est tenu secret. Il apparait dans le calendrier sous l'intitulé "Somewhere in world" (quelque part dans le monde). C'est la seule épreuve qui a le statut Open License, c'est-à-dire, que la ASP et Rip Curl peuvent se déplacer partout dans le monde chaque année.

## Historique
La première édition, qui a ouvert ce Rip Curl Pro Search a eu lieu à Saint-Leu dans l'île de La Réunion.
L'édition 2006 le Rip Curl Pro Search a eu lieu au Mexique, mais il est resté (et reste) le site de la concurrence dans le secret, avec l'intention de protéger cette petite partie de la côte mexicaine. Depuis que l'organisme est appelé "Quelque part au Mexique" et la vague star de la place est La Jolla, une vague de classe mondiale droit.
En 2007, l'événement a eu lieu à Arica, Chili, où le vainqueur a été de Andy Irons.
Pour le championnat 2008 en Indonésie, Bruce Irons a remporté la victoire finale hawaïenne en battant Frederick Patacchia. de manière à maintenir l'hégémonie imposée par les frères Irons dans le Rip Curl ProSearch depuis 2006.
En octobre 2009, l'édition a eu lieu à Peniche au Portugal.
L'édition 2010 s'est tenue à Isabela (Porto Rico) et l'édition 2011 à Oceanside près de San Francisco.
En 2012, l'épreuve n'est pas organisée, et les organisateurs prévoient un retour en 2013, mais elle n'est finalement pas retenue non plus en 2013, et est considérée alors en suspens.

## Compétitions

### 2008
| Position | Champion            | Nationalité |
| -------- | ------------------- | ----------- |
| 1º       | Bruce Irons         | États-Unis  |
| 2º       | Frederick Patacchia | États-Unis  |
| 3ºex     | Chris Ward          | États-Unis  |
| 3ºex     | Tiago Pires         | Portugal    |

### 2009
La compétition a eu lieu au Portugal dans les plages de Peniche.
Mick Fanning remporte la compétition.

## Anciens vainqueurs
| Année | Lieu                          | Champion       | Nationalité |
| ----- | ----------------------------- | -------------- | ----------- |
| 2005  | Saint-Leu, La Réunion         | Mick Fanning   | Australie   |
| 2006  | La Jolla, Mexique             | Andy Irons     | États-Unis  |
| 2007  | Arica, Chili                  | Andy Irons     | États-Unis  |
| 2008  | Bali, Indonésie               | Bruce Irons    | États-Unis  |
| 2009  | Peniche, Portugal             | Mick Fanning   | Australie   |
| 2010  | Isabela, Porto Rico           | Kelly Slater   | États-Unis  |
| 2011  | San Francisco, CA, États-Unis | Gabriel Medina | Brésil      |